# Сребърни крила
„Сребърни крила“ (на хърватски: Srebrana krila) е хърватска поп-рок група от Загреб. Тя е популярна в Хърватия, а от чужбина и в други републики и провинции на бивша Югославия.

## История на състава
Ансамбълът е основан от Владо Калембер през 1978 г. Той съществува три години, а Калембер носи в лейбъла „Юготон“ демонстрационни материали, които комисията редовно отхвърля. Калембер лично отива при Джордже Новкович, на когото занася записите. Новкович пръв казва, че композицията звучи добре. Обещава му да направят песен, което изпълнява същия ден, като пише албума Ана.
Този албум става най-големият хит на лятото. Това е най-слушаната песен по всички радиостанции и никой не знае кой пее, защото Йелавич и Калембер свирят във Водице цяло лято, а Душко Мандич и Ади Караселимович са в Загреб. Даниел Попович някога е свирил със „Силвър Уингс“, който е изгонен от Калембер след 5 дни, когато казва на медиите, че ще остане в „Крилете“ за една година и след това ще продължи солова кариера. Калембер търси постоянен китарист. През октомври същата година известният телевизионен водещ Саша Залепугин кани музикантите в известното си и много гледано шоу „Неделен следобед“, което допринася за популярността на групата. След това изнасят по 200 концерта годишно. Първият концерт в Загреб е през 1979 г. Групата е популярна в България и СССР. Пикът на успеха е през 1983 г. в Москва. За десетина дни те разпродават билетите в залата, която побира 25 000 души, с общо 250 000 продадени билета за всички концерти.
От 1986 г. кийбордистът Мустафа Исмаиловски-Муц поема групата, а Калембер се посвещава на солова кариера като басист. С дебютния си албум те чупят всички рекорди по продажби и се превръщат в най-продавания дебютен албум с 620 000 продадени копия. След напускането на Калембер мястото на вокалиста заемат певици. В този „женски“ период се редуват певиците Лидия Асанович, Влатка Покос, Минеа, Влатка Гракалич и Барбара Вуевич.
През 1988 г. те представляват Югославия на конкурса за песен на „Евровизия“ с песента Mangup, изпълнена от Лидия Асанович, която заема 6-о място.
През 90-те години групата преминава през различни превъплъщения. Влатка Покос започва своята певческа кариера в „Сребрни крила“, заемайки мястото на Лидия Асанович, която пее в групата от 1988 – 1989 г. Групата изчезва от сцената със смъртта на Исмаиловски през 2000 г.
Съставът на „Сребърни крила“ се събра отново през пролетта на 2012 г. (певецът Владо Калембер, китаристът Давор Йелавич Дадо и барабанистът Славко Пинтарич Пища) за концерт на 1 юли 2012 г. в Бундек в Загреб и музикантите обявяват завръщането си на сцената. След Бундек, при завръщането си, те организират още десет концерта в Словения, Хърватия и по-широкия регион. В края на август 2012 г. обявяват нов студиен албум за завръщане, наречен Silver Wings 2012.

## Членове на състава

### Настоящи членове
- Владо Калембер – вокали, бас
- Дадо Йелавич – китара
- Славко Пинтарич-Пища – барабани

### Бивши членове
- Ади Караселимович – барабани
- Душко Мандич – китара
- Мустафа „Мъц“ Исмаиловски – клавиятура
- Лидия Асанович – вокалист
- Влатка Покос – вокалист
- Влатка Гракалич – вокалист
- Даниел Попович – китара
- Минея – вокалист
- Тамара Аврамович – вокалист (1995)
- Ива Рунич-Ванеса – вокалист (1995)
- Барбара Вуевич – вокалист (1995 – 1996)